# الفحامين (فلم)
الفحامين هو فيلم دراما مصري من إخراج صلاح سري وبطولة كمال الشناوي، صفية العمري، مجدي وهبة وعلي الشريف.

## نبذة
يسخر الباشا مزارعي وعمال عزبته، والذين يعانون من جشعه ويحرضهم أمين الذي يعيش في حي الفحامين ضده، وبعدها يلقى والد أمين مصرعه على أيدي مجهولين. وفي نفس الوقت تتطلع لوزة خطيبة أمين للثراء؛ ولذلك فهي تستسلم للباشا الذي يرفض الزواج منها، ويماطلها في منحها أي جزء من ممتلكاته. يلفق الباشا تهمة حيازة عملة مزورة لأمين الذي يهرب ويكتشف أن الباشا وراء مقتل والده والتهمة المنسوبة إليه، كما يفاجأ بعلاقة لوزة بالباشا فيقرر الانتقام.

## طاقم العمل
- كمال الشناوي بدور الباشا محسن
- صفية العمري بدور لوزة حنفي
- مجدي وهبة بدور أمين الصرماتي
- علي الشريف بدور حنفي اللميع
- عماد محرم بدور المعلم فحمة
- هانم محمد بدور والدة أمين

## وصلات خارجية
- مقالات تستعمل روابط فنية بلا صلة مع ويكي بيانات